# Saku Puhakainen
Saku Puhakainen (Lappeenranta, 14 januari 1975) is een voormalig voetballer uit Finland, die speelde als aanvaller gedurende zijn carrière. Hij beëindigde zijn actieve loopbaan in 2010 bij de Finse club Kultsu FC in de derde divisie. Puhakainen kwam onder meer uit voor MyPa-47 en TPS Turku.

## Interlandcarrière
Puhakainen kwam in totaal drie keer (twee doelpunten) uit in de nationale ploeg van Finland. Onder leiding van de Deense bondscoach Richard Møller Nielsen maakte hij zijn debuut op 21 februari 1997 in de vriendschappelijke uitwedstrijd tegen Maleisië (2–1) in Kuala Lumpur, net als Mikko Kavén (HJK Helsinki), Toni Kuivasto (MyPa), Arto Halonen (FF Jaro) en Mika Motturi (FC Lahti). Puhakainen scoorde in de twee daaropvolgende wedstrijden, tegen achtereenvolgens China (2–1) en Singapore (0–1).

## Erelijst
MyPa-47
- Veikkausliiga

2005
- Topscorer Veikkausliiga

2003 (14 goals)
- Suomen Cup

2004